# إيوغيني بلير
إيوغيني بلير (بالإنجليزية: Eugenie Blair)‏ هي ممثلة أمريكية، ولدت في 1864 في كولومبيا في الولايات المتحدة، وتوفيت في 13 مايو 1922 في شيكاغو في الولايات المتحدة.

## وصلات خارجية
- إيوغيني بلير على موقع قاعدة بيانات برودواي على الإنترنت (الإنجليزية)